# أبالاتشي
أبالاتشي هي قبيلة هندية في أمريكا الشمالية من عرق موسكوغي، واسمهم يعني على الأغلب بلغة التشوكتاو الناس على الجانب الآخر، وهم معروفون منذ القرن السادس عشر، وكانوا يعيشون في المنطقة حول خليج أبالاتشي في فلوريدا ، وفي حوالي العام 1600 أسس المبشرون الفرانسيسكان إرسالية بينهم، ولكن في بدايات القرن الثامن عشر لقوا هزيمة قاسية من قبل البريطانيين، وأحرقت كنائس الإرسالية وقبل القساوسة وأبيدت القبيلة وبيع أكثر من ألف منها كعبيد.